# Encarsia bimaculata
Encarsia bimaculata är en stekelart som beskrevs av John M. Heraty och Andrew Polaszek 2000. Encarsia bimaculata ingår i släktet Encarsia och familjen växtlussteklar.
Artens utbredningsområde är:
- Honduras.
- Papua Nya Guinea.
- Israel.
- Filippinerna.
- Sudan.
- Thailand.

Inga underarter finns listade i Catalogue of Life.